# Volo Cebu Pacific 387
Il volo Cebu Pacific 387 era un volo di linea operato dalla compagnia aerea filippina low-cost Cebu Pacific fra le città di Manila e di Cagayan de Oro, che si schiantò esplodendo il 2 febbraio 1998 sulle pendici del Monte Sumagaya o del vicino Monte Lumot provocando la morte di tutti i 99 passeggeri e dei 5 membri dell'equipaggio.

## L'aereo
Il velivolo coinvolto era un Douglas DC-9-32, marche RP-C1507, numero di serie 47069, numero di linea 175. Volò per la prima volta nel 1967 e venne consegnato ad Air Canada nel settembre dello stesso anno. Venne ceduto alla compagnia filippina Cebu Air nel marzo 1997. Era equipaggiato con 2 motori turboventola Pratt & Whitney JT8D-7A. Al momento dell'incidente, l'aereo aveva 31 anni e aveva accumulato 73 784 ore di volo.

## Passeggeri ed equipaggio
L'aereo trasportava cinque membri dell'equipaggio e 94 passeggeri filippini, inclusi cinque bambini. Cinque passeggeri provenivano da Australia, Austria, Giappone, Svizzera e Canada. Inoltre, un chirurgo in missione medica veniva dagli Stati Uniti.

## L'incidente
Il DC-9 decollò alle ore 9:16 del 2 febbraio 1998 dall'aeroporto Internazionale Ninoy Aquino di Manila con destinazione Cagayan de Oro, dove sarebbe dovuto atterrare alle ore 11:03. 
Alle 9:53 fu però effettuato uno scalo non previsto presso l'aeroporto di Tacloban per consentire la consegna di alcuni pneumatici di ricambio destinati a un altro DC-9 delle Cebu Pacific lì parcheggiato. Il volo 387 decollò nuovamente dopo 9 minuti per la sua destinazione finale con un volo della durata prevista di 61 minuti.
L'ultimo contatto radio venne registrato alle ore 10:48 mentre il velivolo si trovava sopra a Claveria: il pilota riferì di trovarsi a 42 miglia dalla destinazione, che stava cominciando la discesa e che si preparava a un atterraggio a vista; lo scalo non previsto aveva però modificato la rotta originaria verso Cagayan e l'aereo si trovò a passare sulle montagne coperte da spesse nubi; tuttavia, dato che le condizioni meteorologiche e la visibilità erano sufficientemente buone e che l'aeroporto era visibile, il comandante preferì un avvicinamento non strumentale.
Verso le ore 11:00, alcuni residenti udirono un'esplosione provenire dalle pendici del Monte Sumagaya dove i resti del velivolo vennero raggiunti con grande difficoltà per via della rigogliosa vegetazione presente sulla montagna; nessuno dei 104 fra passeggeri e componenti dell'equipaggio fu trovato vivo, nonostante alcune voci avessero parlato in un primo momento di quindici sopravvissuti. Alcuni corpi non furono mai recuperati.
Sul luogo del disastro, che per via delle sue dimensioni aveva particolarmente scosso la comunità filippina e locale, venne eretto un santuario che è oggi meta di una processione che si svolge ogni 2 febbraio e che viene regolarmente visitato dai parenti dei passeggeri e da escursionisti locali.

## Le indagini
La causa dell'incidente è ancora fonte di controversia nelle Filippine. Il colonnello Jacinto Ligot era il capo della squadra di soccorso dell'aeronautica militare filippina, che dovette affrontare difficoltà a causa dei profondi burroni e della fitta vegetazione sulle pendici della montagna. I piloti stavano volando a vista, non strumentalmente, quando l'aereo scomparve dal radar. Mentre il cielo era sereno all'aeroporto, le montagne potrebbero essere state coperte dalla nebbia. Il capo di stato maggiore, il generale Clemente Mariano, ipotizzò che l'aereo "avesse quasi superato la cima della montagna, ma potrebbe aver subito un down-draft, che lo portò a colpire la montagna". Jesus Dureza, il responsabile della crisi durante il salvataggio e operazioni di recupero, disse di aver scoperto che le mappe dell'Ufficio del trasporto aereo utilizzate dai piloti elencavano l'elevazione del Monte Sumagaya a 5 000 piedi (1 500 m) sul livello del mare, mentre la montagna arriva in realtà a 6 000 piedi (1 800 m). Questo errore potrebbe aver indotto in errore i piloti a credere che fossero ad un'altitudine sicura, mentre in realtà volavano pericolosamente bassi. L'ATO, d'altro canto, evidenziò nel suo rapporto ufficiale carenze nell'addestramento dei piloti.